# Dolo Coker
Charles Mitchell Coker (* 16. November 1927 in Hartford, Connecticut; † 13. April 1983 in Los Angeles, Kalifornien) war ein US-amerikanischer Pianist des Modern Jazz. Er spielte mit Art Pepper, Sonny Stitt und Dexter Gordon.
Coker studierte Musik in Florence und an der Mather Academy in Camden, South Carolina, arbeitete 1946 bei Ben Webster, 1955 bei Kenny Dorham. Von 1955 bis 1957 spielte er mit Sonny Stitt, danach bei Gene Ammons und Lou Donaldson, Erskine Hawkins 1959, sowie bei Ruth Brown, Clyde McPhatter, Philly Joe Jones und von 1960 bis 1961 bei Dexter Gordon. 
In dieser Zeit wirkte er auch an den Alben Intensity  und The Way It Was von Art Pepper mit. Ab 1961 leitete Coker in Los Angeles ein Trio. In den 1970er und 1980er Jahren arbeitete er u. a. mit John Collins, Sonny Criss, Harry Sweets Edison, Lee Konitz, Sam Noto und Sahib Shihab.

## Diskografie (Auswahl)
- Dexter Gordon: The Resurgence of Dexter Gordon (OJC, 1960)
- Junior Cook: Junior´s Cookin'  (OJC, 1961)
- Sonny Criss: Crisscraft (Muse, 1975)
- Quincy Jones: Showcase (OJC, 1959)
- Art Pepper: The Way It Was (OJC, 1956–60); Intensity (OJC, 1960)